# 水の中の小さな太陽
「水の中の小さな太陽」（みずのなかのちいさなたいよう）は、NOKKOの12枚目のシングルである。1997年11月6日発売。発売元はアリスタジャパン。

## 概要
- 本曲はアリスタジャパン移籍第一弾シングルとして発売された。
- 両曲ともにオリジナル・アルバム未収録。その後、2024年のBOXセット『NOKKO ARCHIVES 1992-2000』に2曲とも収録された[2]。

## 収録曲
全作詞：NOKKO／作曲：山田貢司
1. 水の中の小さな太陽
2. 昼下がりのイヴ
3. 水の中の小さな太陽（オリジナル・カラオケ）
4. 昼下がりのイヴ（オリジナル・カラオケ）